# Вілли роботи Андреа Палладіо
Вілли роботи Андреа Палладіо — перелік вілл роботи венеціанського архітекора 16 ст.
- Вілла Альгарано
- Вілла Арнальді
- Вілла Бадоер
- Вілла Барбаро
- Вілла Вальмарана (Вігардоло)
- Вілла Вальмарана (Лізьєра)
- Вілла Годі
- Вілла Казотті Грімані
- Вілла Кальдоньйо
- Вілла Кьєрікаті
- Вілла Корнаро
- Вілла Контаріні
- Вілла Пойяна
- Вілла Пізані
- Вілла Піовене
- Вілла Репета

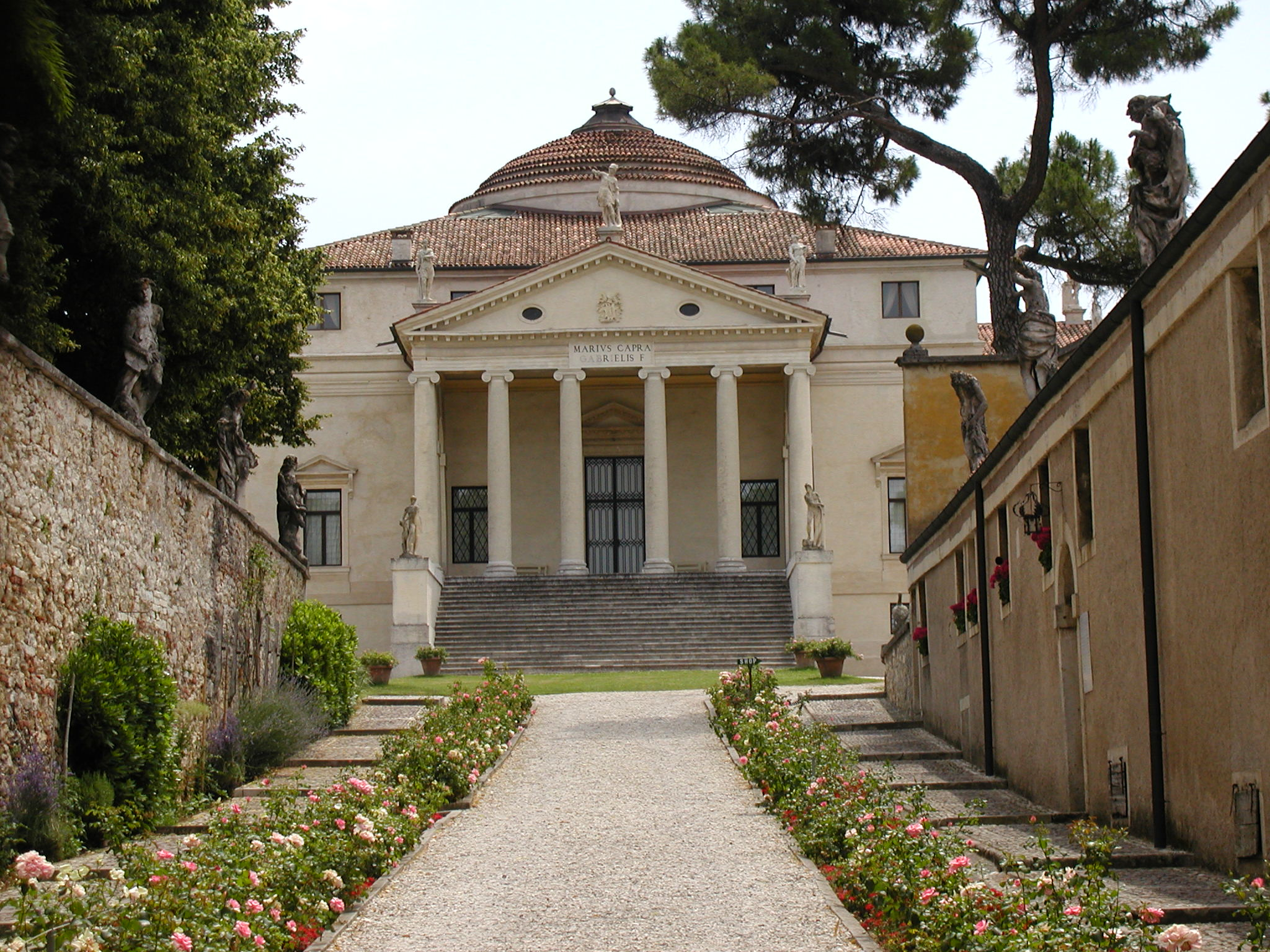
Вілла Ротонда з боку саду і службових флігелів

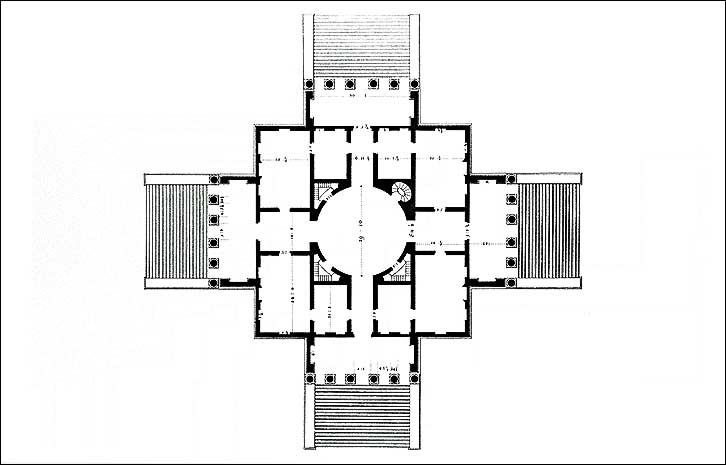
План Вілли Ротонда

- Вілла Ротонда , провінція Віченца, Північна Італія
- Вілла Сарачено
- Вілла Серего
- Вілла Тьєне (Чіконья)
- Вілла Тьєне (Квінто Вічентіно)
- Вілла Тріссіно (Кріколі)
- Вілла Тріссіно (Меледо ді Сарего)
- Вілла Форні-Черато ,  Монтеккьо-Прекальчино, провінція Віченца, Північна Італія
- Вілла Фоскарі біля Бренти
- Вілла Зено
- Вілла Емо, провінція Тревізо

## Галерея

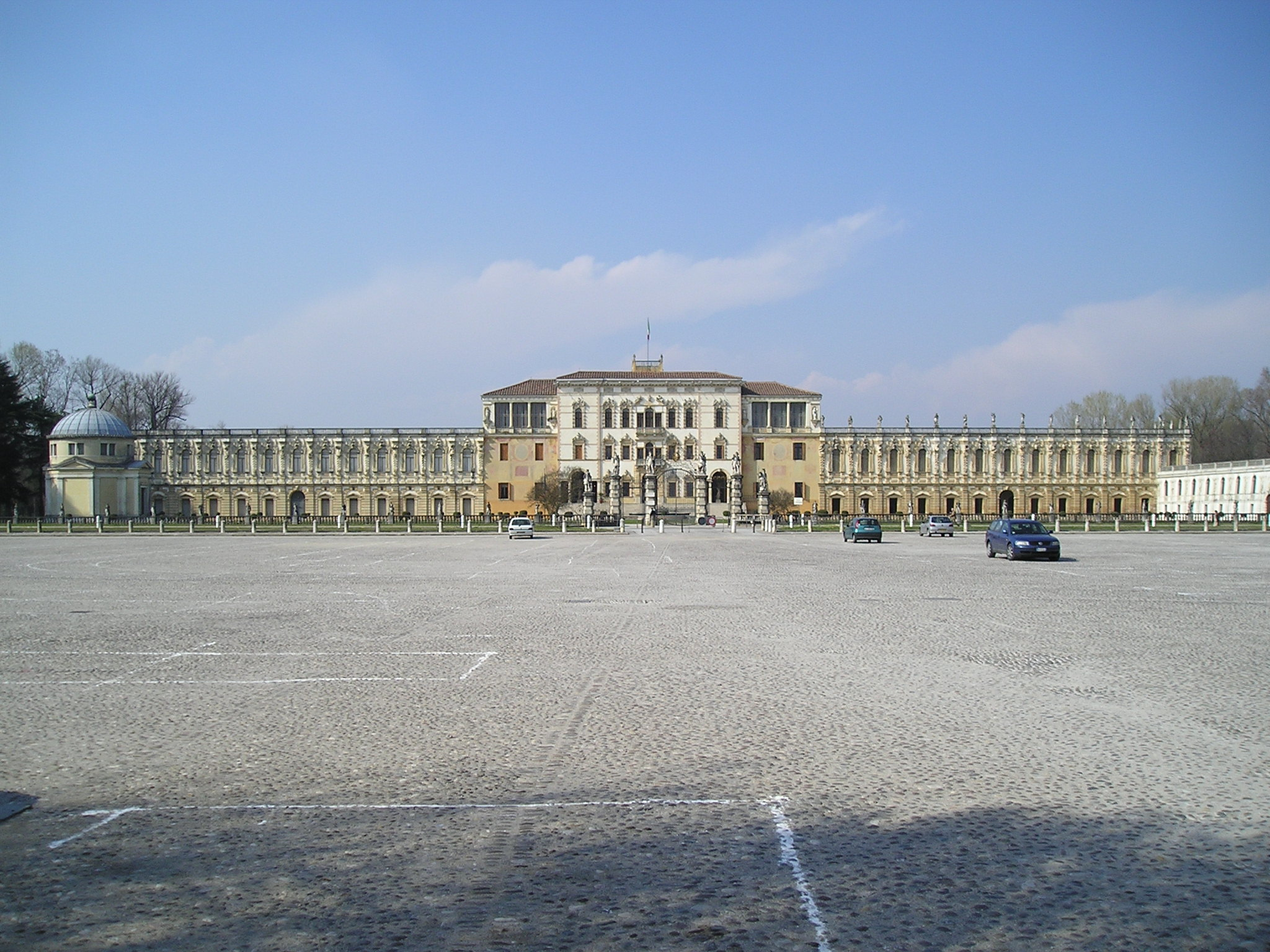
Вілла Контаріні

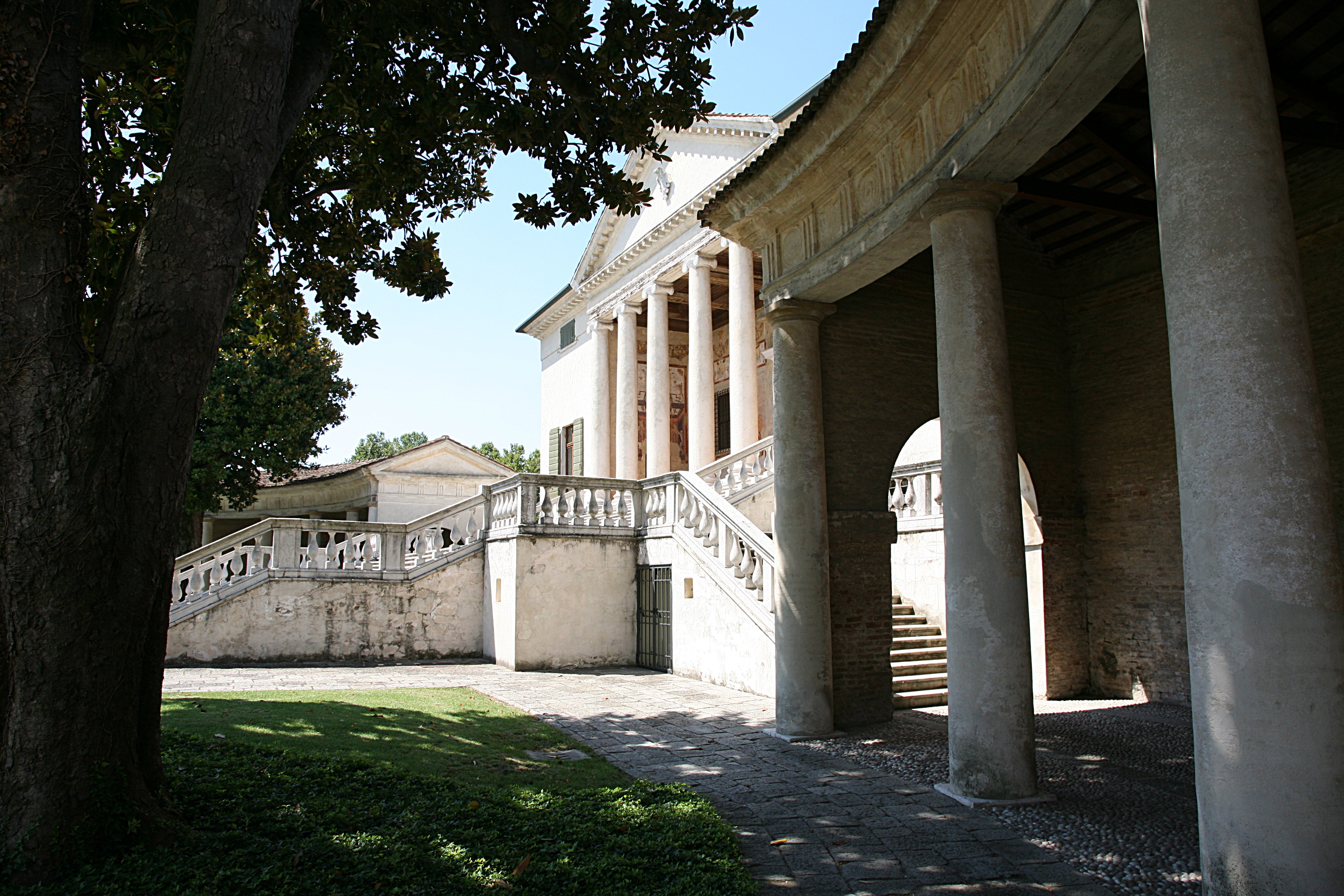
Вілла Бадоер, фото 2007 року.

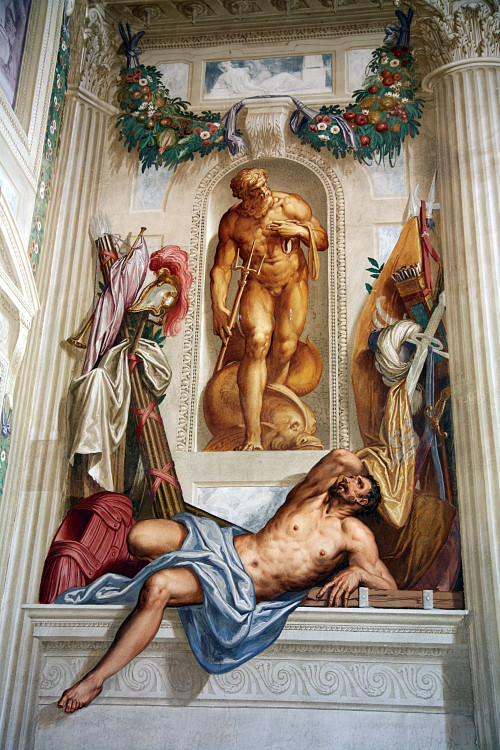
Вілла Емо, повінція Тревізо. Худ. Джованні Баттіста Зелотті, стінопис

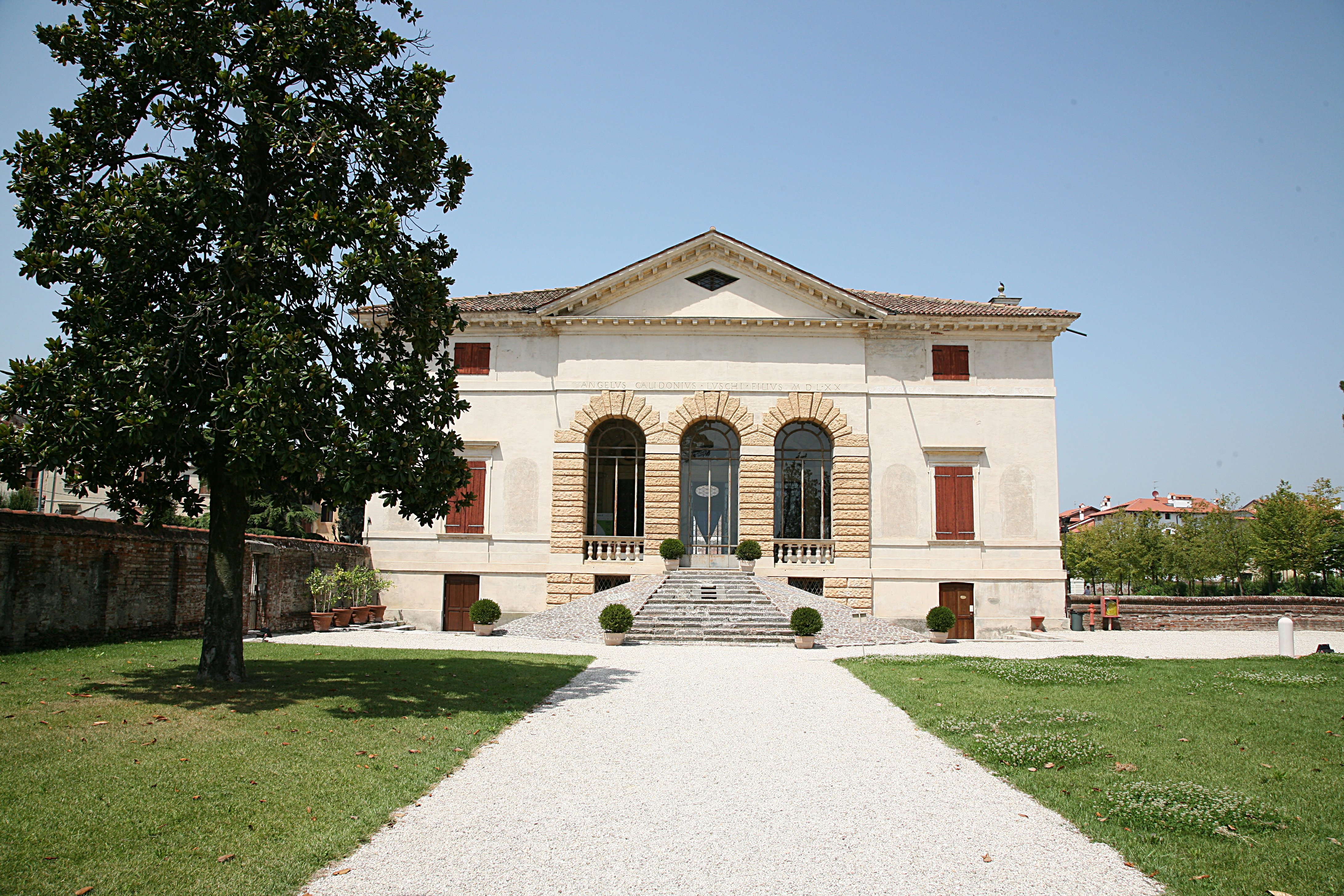
Вілла Кальдоньйо
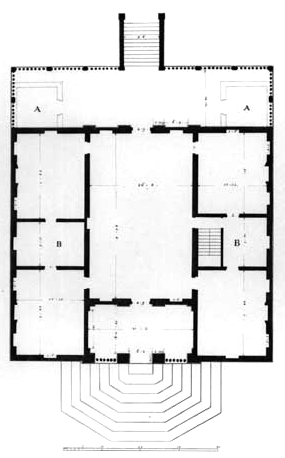
Вілла Кальдоньйо , поземний план
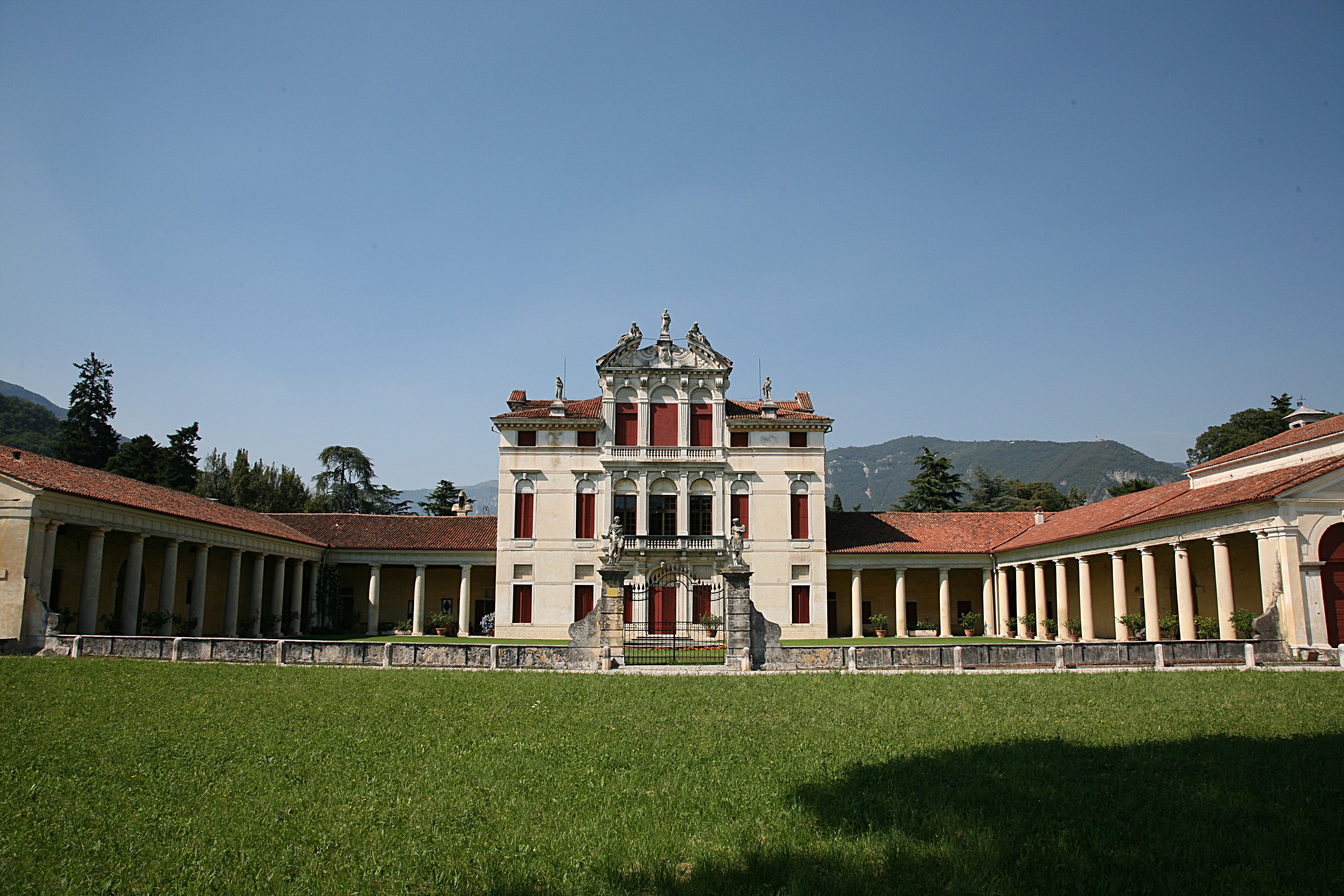
Вілла Альгарано , головний фасад
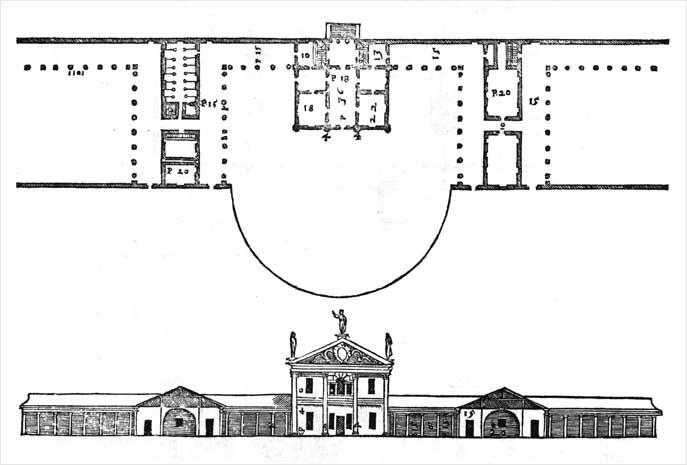
Вілла Альгарано , поземний план
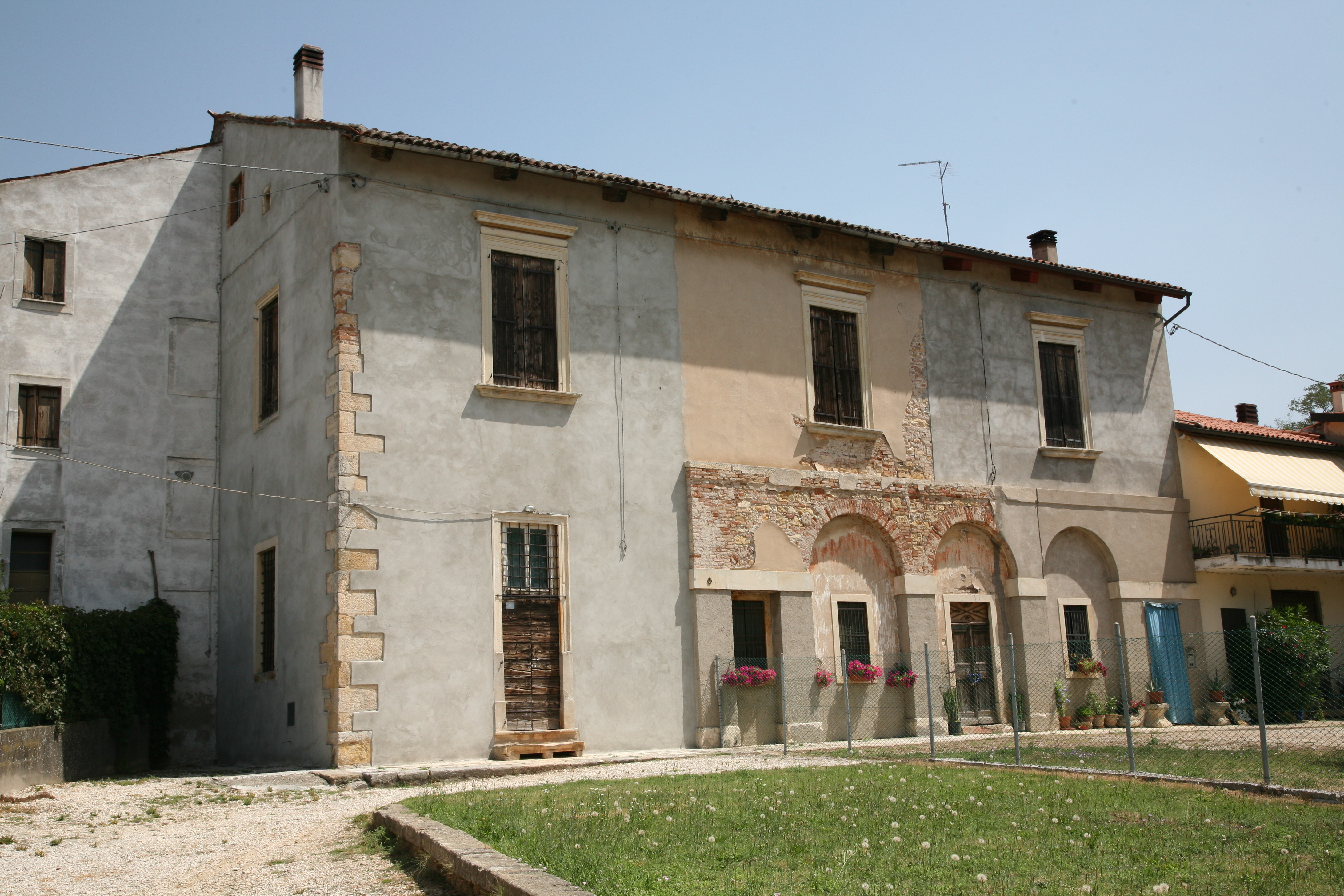
Вілла Арнальді , залишки
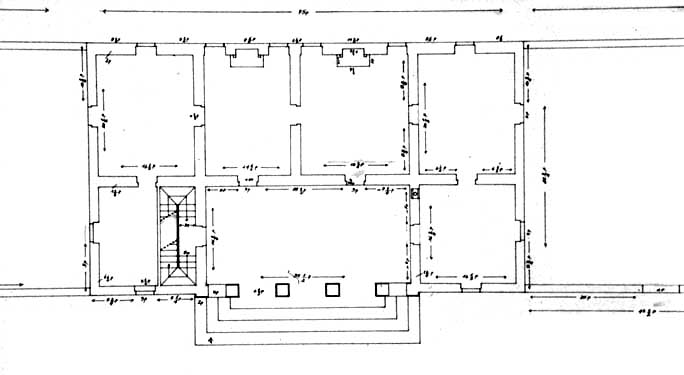
Вілла Арнальді , фіксаційний план 1998 р.
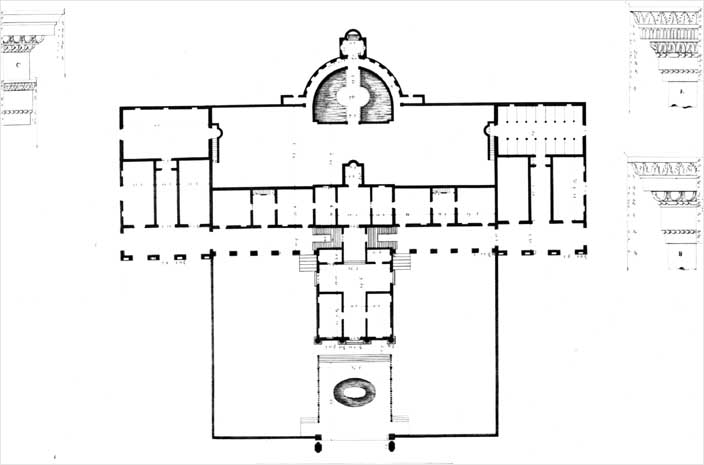
Вілла Барбаро, проект
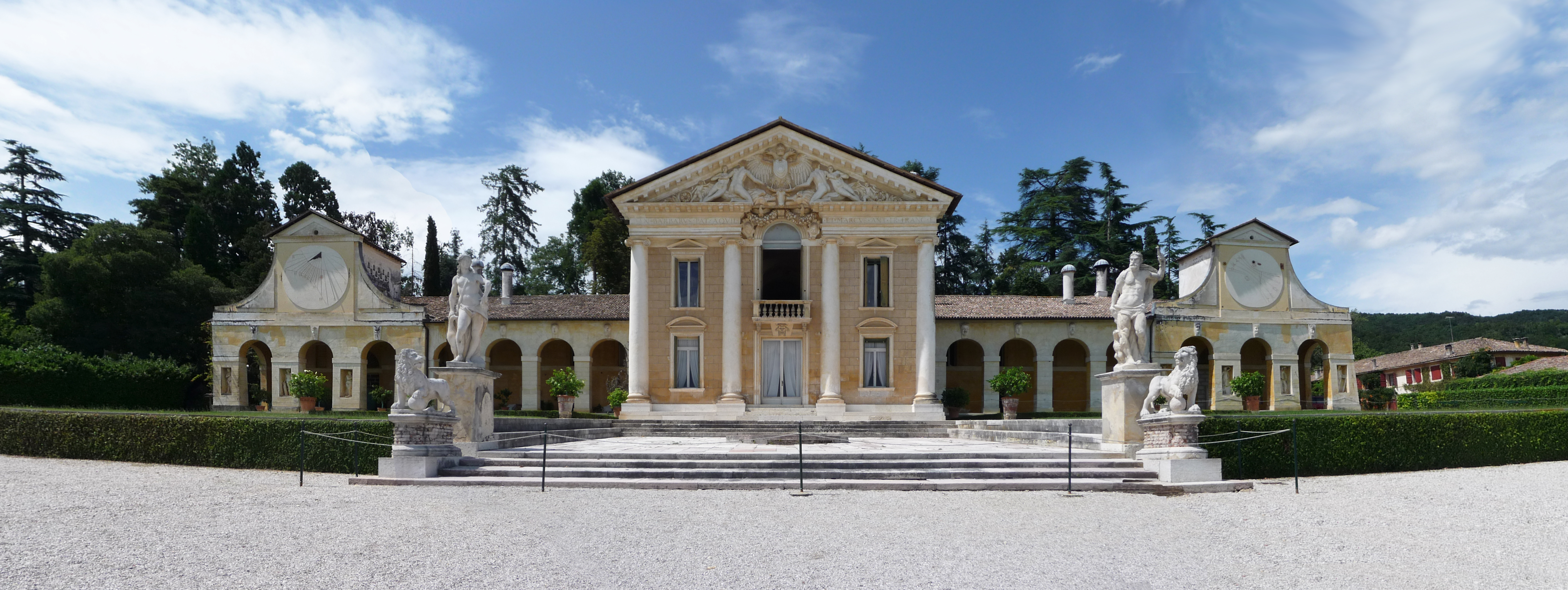
Вілла Барбаро, головний фасад
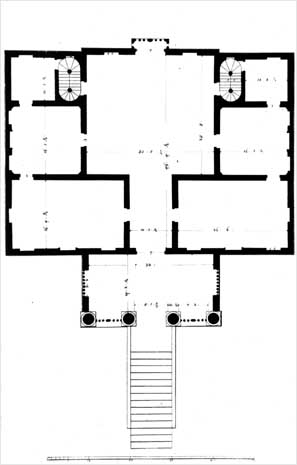
Вілла Кьєрікаті, проект
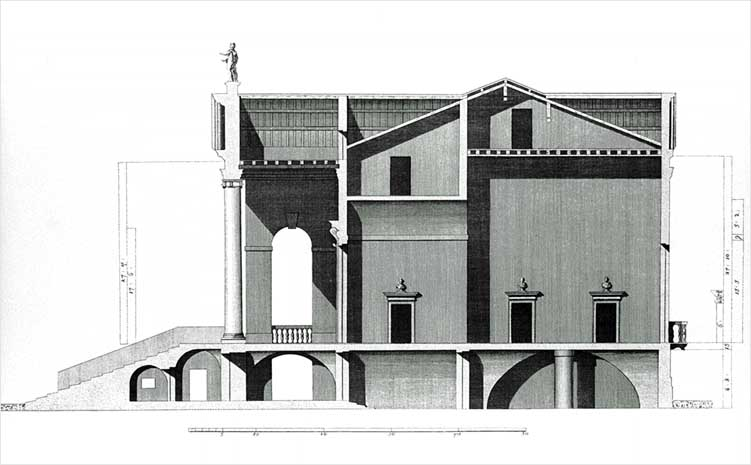
Вілла Кьєрікаті, розріз
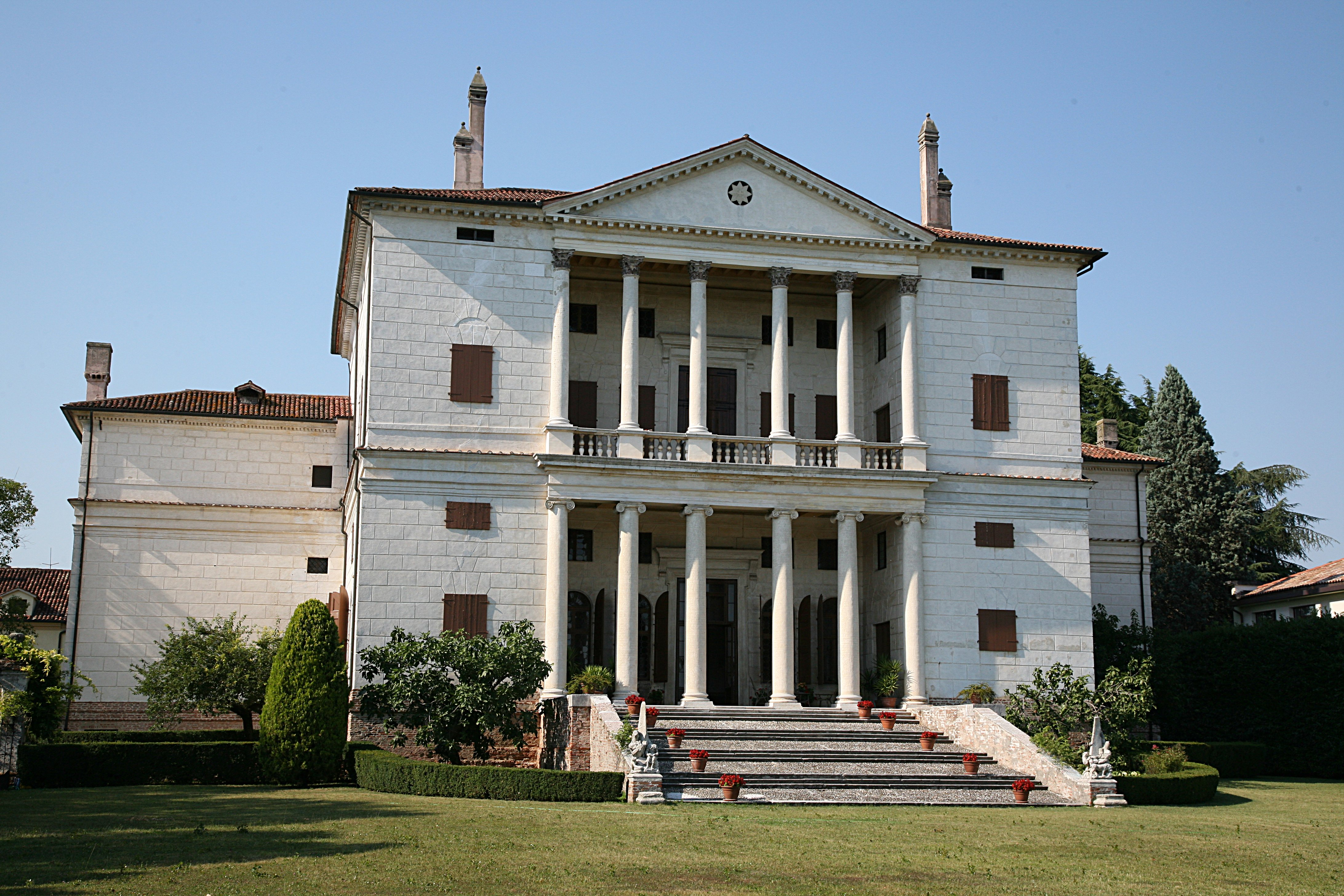
Вілла Корнаро
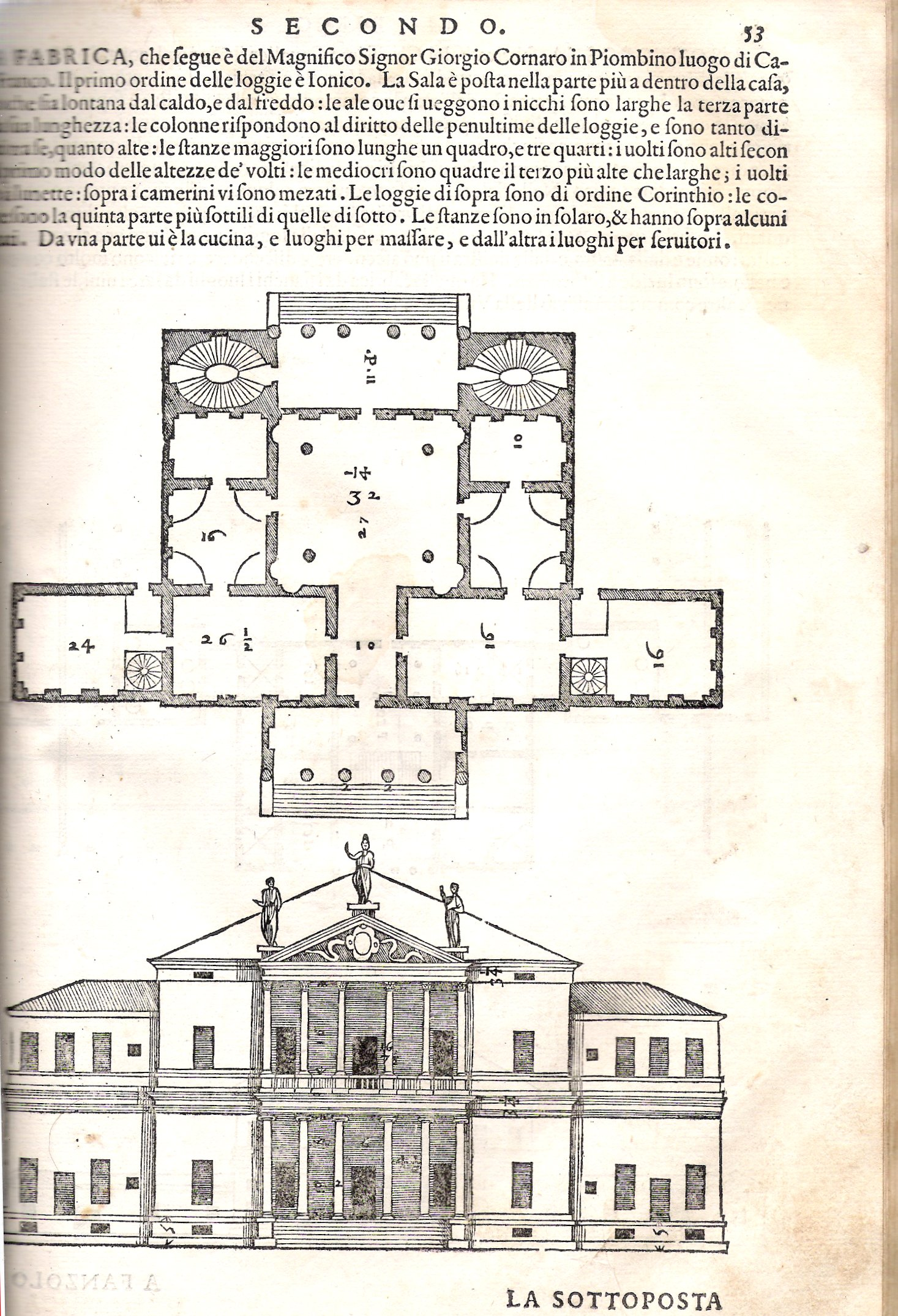
Вілла Корнаро , проект
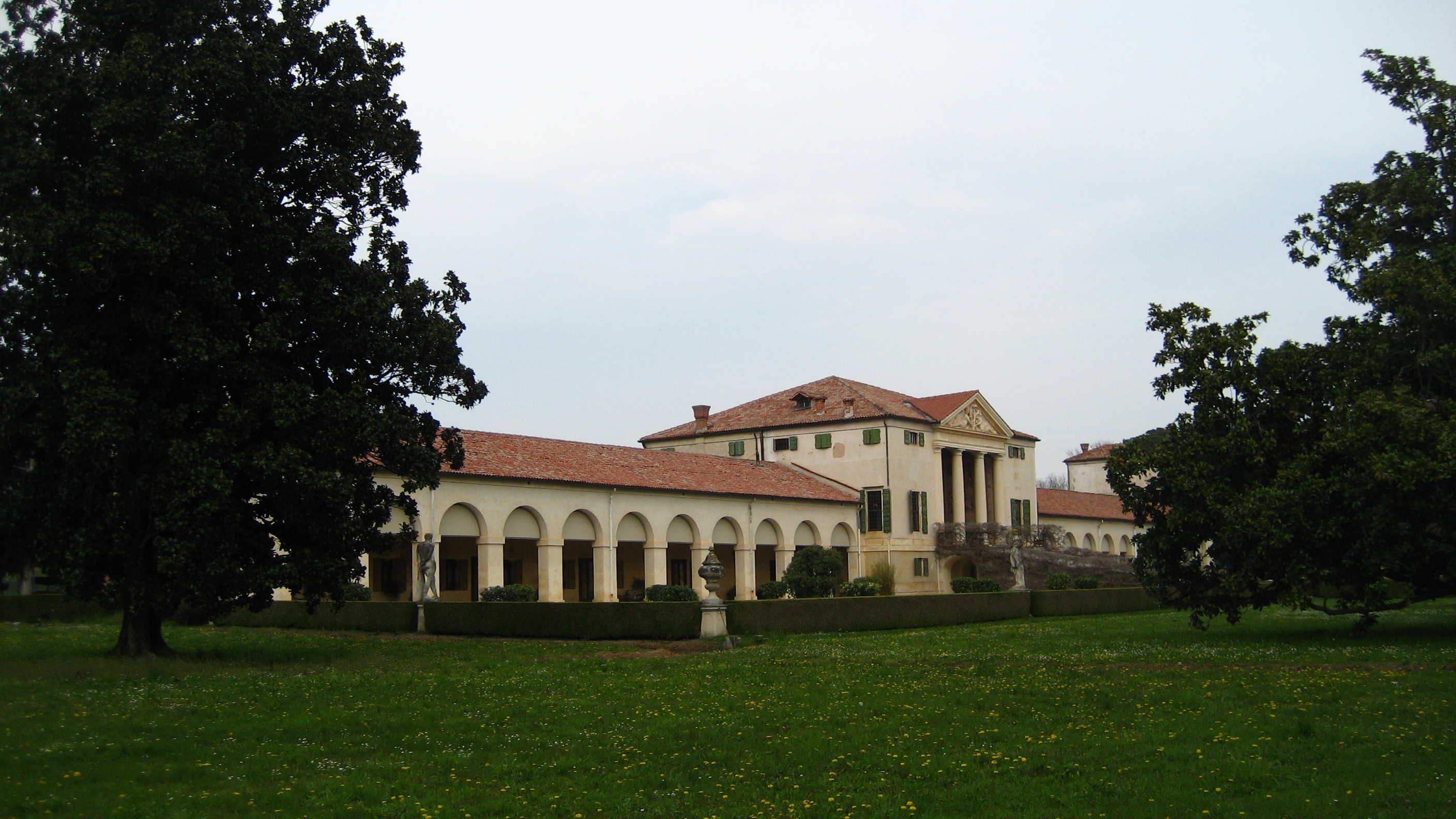
Вілла Емо, провінція Тревізо
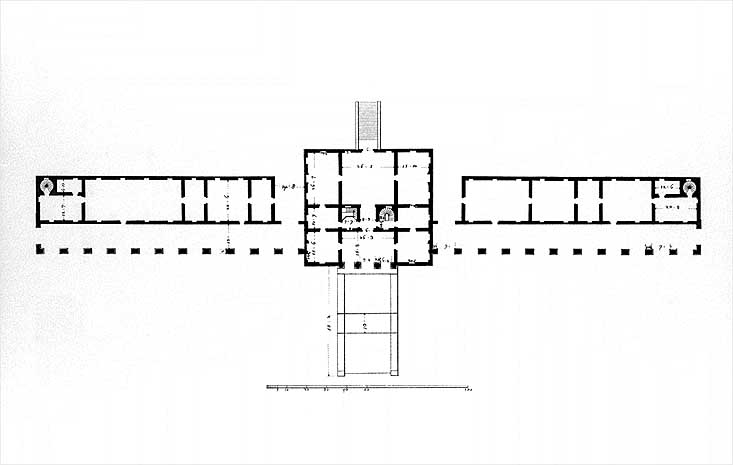
Вілла Емо, поземний план
Вілла Пойяна, проект
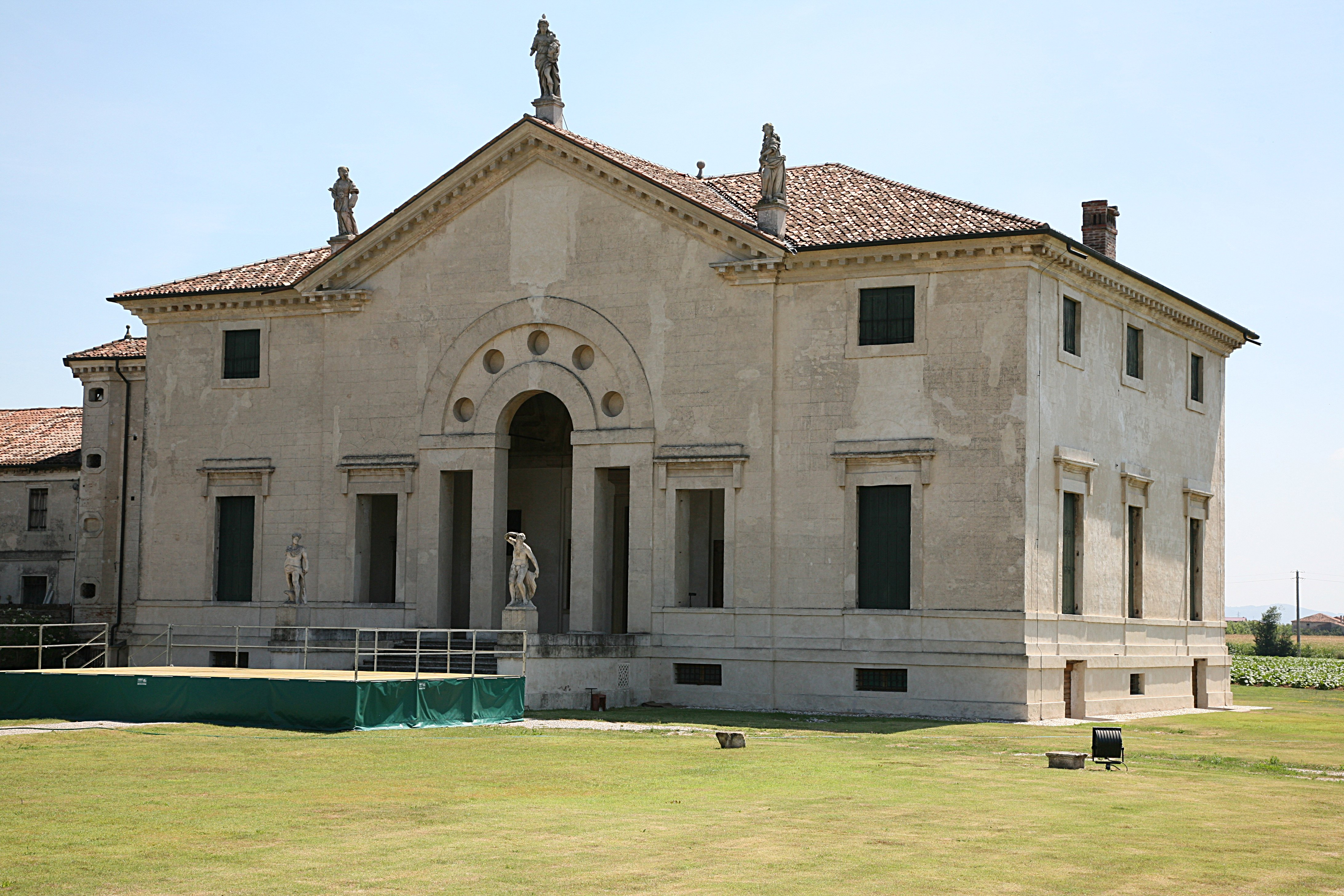
Вілла Пойяна